# Suso (Fußballspieler)
Suso (* 19. November 1993 in Cádiz; bürgerlich Jesús Joaquín Fernández Sáez de la Torre) ist ein spanischer Fußballspieler. Der Offensivspieler steht aktuell beim FC Sevilla unter Vertrag und ist spanischer Nationalspieler.

## Karriere

### Im Verein
Suso begann seine Karriere in seiner Heimatstadt beim FC Cádiz, von wo er im Sommer 2010 zum FC Liverpool wechselte. Am 23. September 2012 kam er dort zu seinem ersten Einsatz in der Premier League, als er beim Spiel gegen Manchester United eingewechselt wurde. Am 19. Oktober 2012 unterschrieb er einen neuen Vertrag, der ihn bis 2017 an den FC Liverpool bindet.
Zur Saison 2013/14 wurde er für ein Jahr an UD Almería ausgeliehen. Dort kam er in 33 von 38 Ligaspielen zumeist in der Startelf zum Einsatz und erzielte drei Tore.
Zur Saison 2014/15 kehrte Suso nach Liverpool zurück. Er kam dort aber nur im September 2014 zu einem Einsatz im League Cup gegen den FC Middlesbrough.
Am 17. Januar 2015 wechselte Suso in die italienische Serie A zur AC Mailand. Er erhielt einen Vertrag bis zum 30. Juni 2019. Nachdem sich Suso in Mailand zunächst nicht durchsetzen konnte und lediglich auf sechs Ligaeinsätze gekommen war, wechselte er am 4. Januar 2016 auf Leihbasis zum CFC Genua.
Nach seiner Rückkehr nach Mailand entwickelte sich Suso zum Stammspieler und gewann mit dem Verein, für den er auch im Europapokal auf dem Feld stand, im Dezember 2016 den nationalen Supercup. Im Anschluss wurde sein Vertrag bis Juni 2022 verlängert. Seine beste Leistung für Milan lieferte der Offensivspieler 2017/18 ab, als er 19 Scorerpunkte erreichen konnte.
Nach 153 absolvierten Pflichtpartien (24 Tore, 31 Assists) in fünf Jahren kehrte der Spanier Ende Januar 2020 in sein Heimatland zurück, wo er beim Erstligisten FC Sevilla einen bis Juni 2021 gültigen Vertrag unterzeichnete. Direkt in seiner ersten Saison gewann der FC Sevilla durch einen 3:2-Sieg im Finale gegen Inter Mailand die UEFA Europa League.
In der Saison 2022/23 bestritt er 25 von 38 möglichen Ligaspielen, in denen er zwei Tore schoss, für Sevilla, vier Pokalspiele, sechs Spiele in der Champions League und acht Spiele in der Europa League mit einem Tor. Zum Ende der Saison gewann er erneut die Europa League.

### Nationalmannschaft
Suso nahm mit der spanischen U19-Nationalmannschaft an der EM 2012 teil, wo er mit ihr den Titel gewinnen konnte. Am 13. November 2012 kam er zu seinem ersten Einsatz in der spanischen U21-Nationalmannschaft, als er beim Spiel gegen Italien eingewechselt wurde.
Im November 2017 lief der Angreifer in einem Freundschaftsspiel gegen Russland erstmals für die spanische A-Auswahl auf. Ungeschlagen gelang ihm zwei Jahre später mit dem Team die Qualifikation zur EM 2021.

## Erfolge
Spanien
- U19-Europameister: 2012

AC Mailand
- Italienischer Superpokal: 2016

FC Sevilla
- UEFA Europa League (2): 2020, 2023